# Vintage Violence (australské duo)
Vintage Violence je australská hudební dvojice. Duo vzniklo ve městě Adelaide a svůj název si zvolilo podle alba Vintage Violence velšského hudebníka, skladatele a producenta Johna Calea z roku 1970. Skupinu tvoří Liam Kenny a Ben Quici, kteří se spolu sešli již v kapele Old Mate. Své první veřejné vystoupení skupina absolvovala v roce 2014 u příležitosti Record Store Day. První EP skupiny, které dostalo název Vintage Violence, vydalo v prosinci roku 2014 hudební vydavatelství Format Records.

## Diskografie
- Vintage Violence (2014)